# Metacnephia sommermanae
Metacnephia sommermanae är en tvåvingeart som först beskrevs av Stone 1952.  Metacnephia sommermanae ingår i släktet Metacnephia och familjen knott.
Artens utbredningsområde är Alaska. Inga underarter finns listade i Catalogue of Life.